# Cenade (gmina)
Cenade – gmina w Rumunii, w okręgu Alba. Obejmuje miejscowości Capu Dealului, Cenade i Gorgan. W 2011 roku liczyła 943 mieszkańców.

## Demografia
Skład etniczny według spisu z 2011 roku:
- Rumuni – 784 (83,14 %)
- Romowie – 104 (11,03 %)
- Niemcy – 29 (3,08 %)
- Węgrzy – 4 (0,42 %)
- nieokreślona przynależność – 22 (2,33 %)